# Shobara
Shobara (庄原市 -shi) é uma cidade japonesa localizada na província de Hiroshima.
Em 2003 a cidade tinha uma população estimada em 20 918 habitantes e uma densidade populacional de 85,89 h/km². Tem uma área total de 243,55 km².
Recebeu o estatuto de cidade a 31 de Março de 1954.